# Albrecht Salzer
Albrecht Salzer (* 30. November 1944 in Wuppertal) ist ein deutscher Chemiker (Anorganische Chemie, Metallorganische Chemie, Komplexchemie).

## Leben
Salzer studierte ab 1965 Chemie an der Universität Zürich mit der Promotion bei Helmut Werner 1974. Er habilitierte sich 1982 in Komplexchemie und wurde zunächst Privatdozent an der Universität Zürich. Von 1992 bis zu seiner Emeritierung im Jahre 2015 lehrte er als ordentlicher Professor für Anorganische Chemie an der RWTH Aachen. Zwischenzeitlich übernahm er in den Jahren 1996/97 eine Gastprofessur an der Universität Kapstadt.
Salzer befasste sich mit metallorganischer Chemie, speziell Metall-{\displaystyle \pi }-Komplexen, also solchen mit aromatischen und olefinischen Liganden. Einerseits kann die Reaktivität der Liganden durch die Art des Metallkomplexes gesteuert werden, andererseits die Reaktivität des Metallzentrums durch die Liganden. Er benutzte Metall-{\displaystyle \pi }-Komplexe zur Synthese von Naturstoffen und in Katalysator- und Stöchiometrie-Anwendungen.
1986 veröffentlichte Salzer mit Christoph Elschenbroich das Lehrbuch Organometallchemie, für das sie 1988 den Literaturpreis des Fonds der Chemischen Industrie erhielten. Die englische Ausgabe erschien 1989. Er erhielt 1984 den Alfred Werner Preis der Schweizerischen Chemischen Gesellschaft.
1991 wurde Salzer Mitglied der International Union of Pure and Applied Chemistry (IUPAC) und Mitglied von deren Kommission für Anorganische Nomenklatur. Seit 1994 ist er im Sonderforschungsbereich 380 Asymmetrische Synthesen mit chemischen und biologischen Methoden und er ist Mitglied des Graduiertenkolleg Methoden in der asymmetrischen Synthese im Katalyseverbund NRW.

## Schriften (Auswahl)
- mit Christoph Elschenbroich: Organometallchemie, Teubner 1986, 6. Auflage 2008